# George Albert Smith
George Albert Smith (Salt Lake City, 4 de abril de 1870 — Salt Lake City, 4 de abril de 1951), foi um religioso estadunidense, tendo sido o oitavo presidente de A Igreja de Jesus Cristo dos Santos dos Últimos Dias.